# Pärnu Suurmärter Katariina kirik
Pärnu Suurmärter Katariina kirik är en ortodox kyrka i Pärnu i Estland. Den byggdes åren 1764–1768 på order av tsarinna Katarina II av Ryssland. Kyrkan planerades av Pyotr Jegorov, byggnadsarbetena leddes av Ivan Jakov. Kyrkan används i dag av Estlands ortodoxa kyrka underställd Moskvapatriarkatet.